# طواف إفريقيا للدراجات 2015
طواف أفريقيا للدراجات 2015 (بالإنجليزية: 2015 UCI Africa Tour) هو الموسم 11 من  طواف أفريقيا للدراجات.

## السباقات
| طواف أفريقيا للدراجات      | طواف أفريقيا للدراجات | طواف أفريقيا للدراجات                                | طواف أفريقيا للدراجات                                           | طواف أفريقيا للدراجات                                                  | طواف أفريقيا للدراجات                                       | طواف أفريقيا للدراجات | طواف أفريقيا للدراجات |
| التاريخ                    | #                     | السباق                                               | الفائز                                                          | الثاني                                                                 | الثالث                                                      |                       |                       |
| -------------------------- | --------------------- | ---------------------------------------------------- | --------------------------------------------------------------- | ---------------------------------------------------------------------- | ----------------------------------------------------------- | --------------------- | --------------------- |
| 14 – 18 يناير 2015         | 1                     | طواف مصر                                             | فرانسيسكو مانسبو                                                | سفيان هدي                                                              | Andrea Palini ‏                                              |                       |                       |
| 9 فبراير                   | 2                     | Men Elite Road African Championships TTT ‏            | ناتنايل بيرهانه Mekseb Debesay ‏ مرحاوي قدس دانيال تيكليهايمانوت | نيكولاس دلامينى ريناردت جانس فان رينسبورغ لويس مينتيس جاي روبرت ثومسون | Getachew Atsbha ‏ Temesgen Buru ‏ Kibrom Hailay ‏ تسغابو غرماي |                       |                       |
| 11 فبراير                  | 3                     | 2015 African Road Cycling Championships Men ITT ‏     | تسغابو غرماي                                                    | دانيال تيكليهايمانوت                                                   | ريناردت جانس فان رينسبورغ                                   |                       |                       |
| 14 فبراير                  | 4                     | Men Elite Road African Championships RR ‏             | لويس مينتيس                                                     | جاي روبرت ثومسون                                                       | جاكوس جانسي فان رنسبرغ                                      |                       |                       |
| 16 – 22 فبراير 2015        | 5                     | لا تروبيكال أميسا بونغو                              | رافع الشتيوي                                                    | Giovanni Bernaudeau ‏                                                   | عبد القادر بلمختار                                          |                       |                       |
| 26 فبراير                  | 6                     | Les Challenges de la Marche Verte-GP Sakia El Hamra ‏ | صلاح الدين مرواني                                               | السعيد عبد الواش                                                       | عبد اللطيف سعدون                                            |                       |                       |
| 28 فبراير                  | 7                     | Les Challenges de la Marche Verte-GP Oued Eddahab ‏   | السعيد عبد الواش                                                | صلاح الدين مرواني                                                      | أنس آيت العبدية                                             |                       |                       |
| 1 مارس                     | 8                     | Les Challenges de la Marche Verte-GP Al Massira ‏     | عبد اللطيف سعدون                                                | صلاح الدين مرواني                                                      | أنس آيت العبدية                                             |                       |                       |
| 6 مارس                     | 9                     | Circuit d'Alger ‏                                     | هشام شعبان                                                      | صلاح الدين مرواني                                                      | Mekseb Debesay ‏                                             |                       |                       |
| 07 – 09 مارس 2015          | 10                    | Tour d'Oranie ‏                                       | عز الدين اجاب                                                   | نبيل باز                                                               | عادل البربري                                                |                       |                       |
| 10 مارس                    | 11                    | GP de la Ville d'Oran ‏                               | Janvier Hadi ‏                                                   | فيصل حمزة ‏                                                             | Amanuel Ghebreigzabhier ‏                                    |                       |                       |
| 12 – 14 مارس 2015          | 12                    | طواف بليدة ‏                                          | Mekseb Debesay ‏                                                 | عادل البربري                                                           | Janvier Hadi ‏                                               |                       |                       |
| 14 – 22 مارس 2015          | 13                    | طواف كاميرون ‏                                        | Clovis Kamzong ‏                                                 | Rasmané Ouédraogo ‏                                                     | Emile Bintunimana ‏                                          |                       |                       |
| 15 مارس                    | 14                    | Critérium International de Sétif ‏                    | Mekseb Debesay ‏                                                 | Abdelbasset Hannachi ‏                                                  | Bilal Saada ‏                                                |                       |                       |
| 16 – 19 مارس 2015          | 15                    | طواف سطيف الدولي                                     | نبيل باز                                                        | عبد الرحمن منصوري ‏                                                     | Boualem Belmoukhtar ‏                                        |                       |                       |
| 21 – 24 مارس 2015          | 16                    | Tour d'Annaba ‏                                       | Abdelbasset Hannachi ‏                                           | Abderrahmane Bechlaghem ‏                                               | عز الدين اجاب                                               |                       |                       |
| 25 – 27 مارس 2015          | 17                    | طواف قسنطينة ‏                                        | Amanuel Ghebreigzabhier ‏                                        | عبد المالك مدني                                                        | عبد الرحمن منصوري ‏                                          |                       |                       |
| 28 مارس                    | 18                    | Circuit de Constantine ‏                              | عز الدين اجاب                                                   | عبد الرحمن منصوري ‏                                                     | Abderrahmane Bechlaghem ‏                                    |                       |                       |
| 30 مارس                    | 19                    | Critérium International de Blida ‏                    | Abdelbasset Hannachi ‏                                           | Mekseb Debesay ‏                                                        | نسيم سعيدي                                                  |                       |                       |
| 03 – 12 أبريل 2015         | 20                    | طواف المغرب                                          | توماسز ماركزينسكي                                               | فلاديمير جوسيف                                                         | أنس آيت العبدية                                             |                       |                       |
| 27 أبريل                   | 21                    | PMB Road Classic ‏                                    | Reynard Butler ‏                                                 | هندريك كروغر ‏                                                          | نيكولاس دلامينى                                             |                       |                       |
| 1 مايو                     | 22                    | Mayday Classic ‏                                      | هندريك كروغر ‏ نيكولاس دلامينى                                   |                                                                        | Metkel Eyob ‏                                                |                       |                       |
| 3 مايو                     | 23                    | Hibiscus Cycle Classic ‏                              | Metkel Eyob ‏                                                    | هندريك كروغر ‏                                                          | Meron Teshome ‏                                              |                       |                       |
| 7 مايو                     | 24                    | Challenge du Prince-Trophée Princier ‏                | صلاح الدين مرواني                                               | السعيد عبد الواش                                                       | أنس آيت العبدية                                             |                       |                       |
| 9 مايو                     | 25                    | Challenge du Prince-Trophée de l'Anniversaire ‏       | السعيد عبد الواش                                                | صلاح الدين مرواني                                                      | أنس آيت العبدية                                             |                       |                       |
| 10 مايو                    | 26                    | Challenge du Prince-Trophée de la Maison Royale ‏     | أنس آيت العبدية                                                 | طارق شاوفي                                                             | عبد اللطيف سعدون                                            |                       |                       |
| 27 سبتمبر – 02 أكتوبر 2015 | 27                    | تور دي كوت ديفوار ‏                                   | محسن الحسايني                                                   | Janvier Hadi ‏                                                          | قاي سميت ‏                                                   |                       |                       |
| 14 – 18 أكتوبر 2015        | 28                    | جائزة شانتال بيا الكبرى ‏                             | محسن الحسايني                                                   | Jérémie Nzeke ‏                                                         | Endrik Puntso ‏                                              |                       |                       |
| 31 أكتوبر – 08 نوفمبر 2015 | 29                    | تور دو فاسو ‏                                         | محسن الحسايني                                                   | Mohammed Errafai ‏                                                      | Mathias Sorgho ‏                                             |                       |                       |
| 15 – 22 نوفمبر 2015        | 30                    | طواف رواندا ‏                                         | Jean Bosco Nsengimana ‏                                          | Joseph Areruya ‏                                                        | Camera Hakuzimana ‏                                          |                       |                       |
| 17 ديسمبر                  | 31                    | Challenge des phosphates - Grand Prix de Khouribga ‏  | لحسن صابر                                                       | صلاح الدين مرواني                                                      | أنس آيت العبدية                                             |                       |                       |
| 19 ديسمبر                  | 32                    | Challenge des phosphates - Grand Prix de Youssoufia ‏ | محسن الحسايني                                                   | لحسن صابر                                                              | السعيد عبد الواش                                            |                       |                       |
| 20 ديسمبر                  | 33                    | Challenge des phosphates - Grand Prix de Ben Guérir ‏ | عبد اللطيف سعدون                                                | Mohammed Errafai ‏                                                      | Reda Aadel ‏                                                 |                       |                       |

## وصلات خارجية
- الموقع الرسمي